# Peter Würtenberger
Peter Würtenberger (* 24. August 1966 in Dortmund) ist ein deutscher Manager.

## Biografie
Würtenberger studierte Betriebswirtschaftslehre in Köln und absolvierte später das Advanced Management Program der Harvard Business School.
Von 1995 bis 1998 arbeitete er bei der Bertelsmann Music Group und übernahm von 1998 bis 2001 die Geschäftsführung von Yahoo! Deutschland. Anschließend war Peter Würtenberger bis 2004 CEO der Bild/T-Online AG, bis er 2005 zur Welt Gruppe/Berliner Morgenpost wechselte. 
Später wurde er als Chief Marketing Officer bei Axel Springer verantwortlich für den zentralen Vermarktungsbereich Axel Springer Media Impact (ASMI) und begleitete Kai Diekmann beim Research Projekt ins Silicon Valley und war CEO von Upday.
Im September 2024 übertrug ihm Springer-Chef Mathias Döpfner im Rahmen der Aufspaltung des Medien-Konzerns die Verantwortung für die Welt-Gruppe. Im November 2024 wurde Würtenberger dann CEO von Springers Premium-Gruppe, in der die Marken Welt, Politico Deutschland und Business Insider Deutschland zusammengeführt wurden. Die CEO-Position gab er im Februar 2025 aus gesundheitlichen Gründen auf.
Er war zeitweise verheiratet mit Loretta Würtenberger.
Seit 1990 ist er Mitglied des Corps Saxo-Borussia Heidelberg.

## Belege
1. ↑  Peter Würtenberger. In: weforum.org. World Economic Forum, abgerufen am 15. Juli 2025.
2. ↑  Peter Würtenberger: Yahoo!-Chef wechselt zu Bild.de/T-Online Artikel vom 4. Mai 2001 auf spiegel.de
3. ↑  Presseinformation vom 6. Juni 2012 (Memento des Originals vom 11. November 2013 im Internet Archive)  Info: Der Archivlink wurde automatisch eingesetzt und noch nicht geprüft. Bitte prüfe Original- und Archivlink gemäß Anleitung und entferne dann diesen Hinweis.
4. ↑  Peter Strahlendorf: Axel Springer startet die Premium-Gruppe. In: new-business.de. 26. November 2024, abgerufen am 15. Juli 2025 (deutsch).
5. ↑  Peter Strahlendorf: Axel Springer-Top-Mann Peter Würtenberger nimmt eine Auszeit. In: new-business.de. 27. Februar 2025, abgerufen am 15. Juli 2025 (deutsch).
6. ↑  Eva Buchhorn, manager magazin: Was macht eigentlich Loretta Würtenberger? 30. Juni 2003, abgerufen am 15. Juli 2025.
7. ↑  Manager-Ehen: Family Business contra Karriere. Abgerufen am 15. Juli 2025 (deutsch).
8. ↑  Kösener Corpslisten 1996, 140 1730

| Personendaten    | Personendaten       |
| ---------------- | ------------------- |
| NAME             | Würtenberger, Peter |
| KURZBESCHREIBUNG | deutscher Manager   |
| GEBURTSDATUM     | 24. August 1966     |
| GEBURTSORT       | Dortmund            |